# Del Valle
Del Valle es un pueblo perteneciente al partido de Veinticinco de Mayo, provincia de Buenos Aires, Argentina.Se encuentra a unos 85 km al sudoeste de la ciudad cabecera. 
Tiene su nombre en memoria del coronel Narciso Del Valle, participó en las operaciones militares contra los aborígenes en el siglo XIX.

## Origen
El poblamiento comienza luego de la llegada del Ferrocarril del Sur (actual F.C. Roca) en 1898. En 1932 son aprobados los planos por el gobierno provincial.

## Población
Cuenta con 899 habitantes (Indec, 2010), lo que representa un incremento del 7% frente a los 836 habitantes (Indec, 2001) del censo anterior.
| Gráfica de evolución demográfica de Del Valle entre 1991 y 2010 |
|                                                                 |
| Fuente: Censos nacionales del INDEC                             |

## Instituciones y Equipamiento urbano
- Estación del ferrocarril Roca,
- Delegación municipal
- Destacamento policial
- Cuartel Bomberos Voluntarios
- Capilla de Santa Lucía
- Jardín de infantes N.º 905
- Escuela primaria provincial N.º 31
- Escuela media N.º 3,
- Escuela agrotécnica salesiana Carlos M. Casares
- 2 clubes deportivos